# Кандык сибирский
Канды́к сиби́рский (лат. Erythrōnium sibīricum) — многолетнее травянистое растение, вид рода Кандык (Erythronium) семейства Лилейные (Liliaceae).

## Ботаническое описание
Растение 10—30 см высотой.

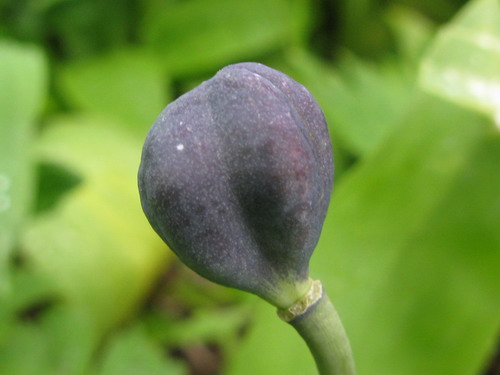
Плод

Луковица 3—8 см высотой и до 1 см в диаметре, узко-коническая, иногда почти цилиндрическая.
Листья у середины или ближе к основанию цветоносного стебля в числе двух; супротивные, короткочерешковые, яйцевидно- или удлинённо-ланцетовидные, одноцветные серовато-зелёные или красновато-буроватые, испещрённые зелёными пятнами, 8—15 см длиной, 3—6 см шириной.

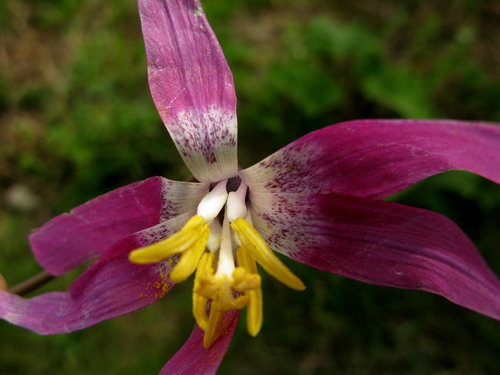
Части цветка

Цветок одиночный, околоцветник крупный, поникающий, из шести листочков, при основании колокольчато-сближенных, выше расходящихся и изгибающихся наружу. Листочки околоцветника лилово-розовые, розово-пурпуровые, редко белые, 2,5—7 см длиной, 5—12 мм шириной. Внутренние листочки околоцветника при основании с поперечной складочкой, ниже которой расположены небольшие ямки и двумя небольшими (около 1 мм), перпендикулярно отходящими, тупыми лопастями. Тычинок шесть, в 2—2,5 раза более коротких, чем околоцветник, с линейно-продолговатыми пыльниками. Тычиночные нити плоские, посредине веретенообразно-вздутые и на вершине сильно утончённые. Пестик незначительно длиннее тычинок (около 20 мм длиной). Столбик нитевидный, наверху утолщающийся, с трёхраздельным рыльцем, доли которого обычно двусторонние. Завязь обратнояйцевидная. Цветение в конце апреля — начале мая.
Плод — обратнояйцевидная, почти шаровидная, более или менее трёхгранная коробочка 15—20 мм длиной и около 8—12 мм шириной, с немногими семенами.

## Историческая справка
Кандык сибирский был первоначально описан в ранге разновидности петербургскими ботаниками Ф. Б. Фишером и К. А. Мейером в 1841 г.: «Erythronium Dens canis β sibiricum Fischer et Meyer.». Описание было сделано по материалам коллекций, собранных А. И. Шренком. Позднее в 1929 г. во «Флоре Западной Сибири» П. Н. Крыловым сибирская разновидность кандыка была возведена в ранг вида.

## Распространение
Имеет локальное распространение в Южной Сибири, проникает в Монголию, горы Средней Азии и Китай. В Южной Сибири наиболее многочисленен к западу от Енисея: Алтай, Кемеровская, Томская и Новосибирская области, Хакасия. К востоку от Енисея замещается близким видом  — E.sajanense. Самые восточные местонахождения приурочены к Западному Саяну (Ермаковский и Шушенский районы Красноярского края). К северу распространен до широты Красноярска (но западнее Енисея). Северо-восточный предел ареала вида находится в Козульском районе Красноярского края. Сообщения о нахождении Кандыка сибирского «по Ангаре» (Виды рода Кандык) ошибочны. В тексте первоисточника - во «Флоре СССР» р. Ангара не упоминается, но вид приводится для Ангаро-Саянского района Сибири, простирающегося от западных границ юга Красноярского края до Байкала. Действительно, кандык сибирский отмечен для западной части этого района, но никогда не приводился для его восточной (приангарской) территории. Все дальнейшие последующие  подробные исследования данного региона показали приуроченность кандыка исключительно к юго-западной и западной частям района на сотни километров южнее и западнее р. Ангары. Современные данные по Приангарью не приводят этот вид кандыка ни для Иркутской части территории, ни для Красноярского края .

## Таксономическая структура

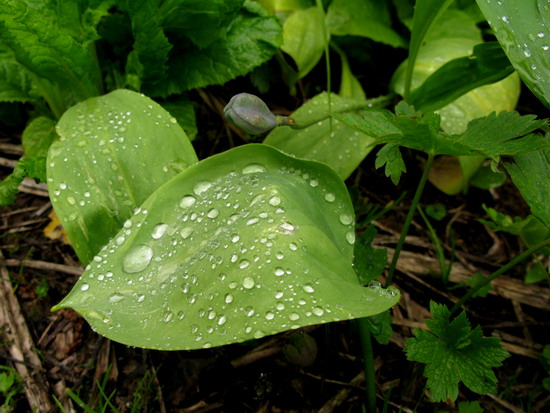
Плодоносящий кандык сибирский. Хакасия, Кузнецкий Алатау.

Для кандыка сибирского характерна значительная изменчивость. Его локальные популяции неоднородны и часто рядом можно встретить заметно различающиеся растения: с одноцветными и пёстрыми листьями, цветками различных оттенков лилово-розового цвета и размеров. Многие растения, как наиболее декоративные, были введены в культуру, и на их основе были выведены особые сорта. Так, значительную работу с кандыком сибирским на Алтае проводила З. И. Лучник (1951). Г. В. Скакунов также вывел несколько сортов кандыка с крупными и ярко окрашенными цветками и различными сроками цветения:
- 'Белый царь'. Ранний сорт, цветение с 12 по 22 апреля. Цветки чисто-белые с лимонным центром, окантованным малозаметными красноватыми точками. К концу цветки приобретают чалмовидную форму. Листья ярко-зелёные.
- 'Белый клык'. Цветёт с 23 по 30 апреля. Цветки чисто-белые с желтоватым центром, диаметром 6 см. Цветонос и листья зелёные.
- 'Ольга'. Цветёт с 26 апреля по 6 мая. Цветки сиреневато-розовые, покрытые тёмно-розовыми точками, с белой окантовкой долей. Листья буро-зелёные с зелёной полоской по краю. Есть и другие сорта.

По материалам экспедиций растениеводом  Янисом Рукшансом были описаны два подвида из Тувы и Горного Алтая: subsp. altaicum (из Тувы, с белыми цветками, напоминающий внешним видом кандык кавказский) и subsp. sulevii (Горный Алтай, с лиловыми цветками и фиолетовыми пыльниками, похожий внешне на кандык японский).

### Синонимы
По данным The Plant List, в синонимику вида входят:
- Erythronium altaicum Besser ex Baker, nom. inval.
- Erythronium dens-canis var. parviflorum Regel
- Erythronium dens-canis var. sibiricum Fisch. & C.A.Mey.
- Erythronium sibiricum subsp. altaicum Rukšāns
- Erythronium sibiricum subsp. sulevii Rukšāns

## Экология
Кандык сибирский встречается в высокогорной и лесной зонах гор Южной Сибири, Средней Азии и Монголии. Характерные местообитания: лиственные леса (осинники, березняки), лесные поляны, разреженные лиственничники, в темнохвойных лесах (как правило, разреженных), в редколесьях у верхней границы; очень обилен также на высокогорных лугах, проникает до границы снежников и тундр, нередок по каменистым склонам.

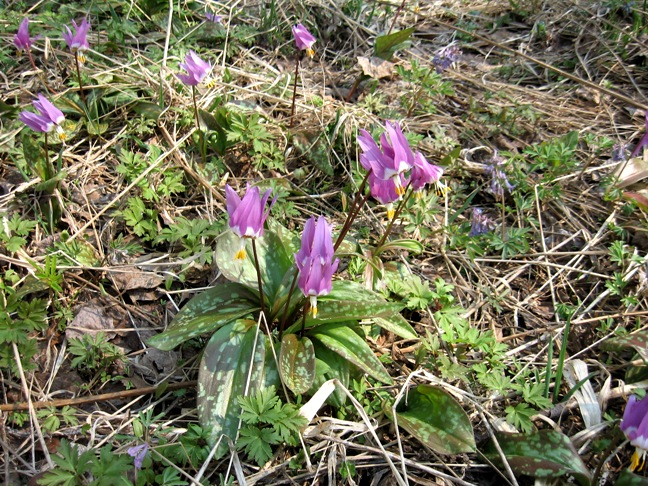
Кандык сибирский во время цветения. Западный Саян

Кандык сибирский является гемиэндемичным реликтовым видом третичного возраста. Весенний эфемероид, избегающий густого хвойного леса. Часто совместно с кандыком встречаются и другие эфемероиды, а также неморальные реликтовые виды.
Кандык сибирский — одно из самых раноцветущих растений. Зацветает сразу после стаивания снега. В равнинных районах Южной Сибири этот период начинается с середины апреля и продолжается до середины мая (в зависимости от региона и времени таяния снега). В горах зацветает позже. Во время цветения кандыка обычны ночные заморозки и снегопады. При этом цветущие растения подвергаются сравнительно низким температурам (иногда ниже −10 °С) и переносят их без повреждений. На ночь и во время похолоданий кандык закрывает цветки, после восхода солнца, если температура поднимается выше 0 °С, растение вновь раскрывает цветки. В случае дружной тёплой весны кандык быстро отцветает. И наоборот, если весна холодная и затяжная, цветение отдельных растений может продолжаться свыше двух недель.
Это насекомоопылямое растение. Активно посещается пчёлами и шмелями. При самоопылении часто стерилен. По отцветании в течение месяца образуются зрелые коробочки, со сравнительно крупными, снабжёнными придатком семенами. После рассеивания семян надземные части растений быстро, в течение одной-двух недель, отмирают. В низкогорной полосе это случается к середине — концу июня.

## Охранный статус
Внесен в «Красную книгу России» (1988, 2008) и большинство региональных «Красных книг», где встречается этот вид: Красную книгу Красноярского края (2005), Хакасии (2002), Алтайского края (2006), Томской области (2002), Новосибирской области (2008). Является уязвимым реликтовым видом. Локальное распространение усиливает угрозу уничтожения вида. Несмотря на массовость кандыка сибирского в отдельных регионах, остается угроза его существования как полноценного аборигенного вида. Большое значение имеют факторы уничтожения естественных мест обитания и сбор вида населением для продажи как ранневесеннего декоративного растения или в пищевых целях. В сибирских городах на рынках, несмотря на государственный охранный статус вида в апреле массово продают букеты из этого растения. В местах естественного произрастания охраняется в некоторых особо охраняемых природных территориях: Саяно-Шушенском биосферном заповеднике, национальном парке «Шушенский бор», природном парке «Ергаки», государственных природных заповедниках Алтайском, Хакасском, Тигирекском, Кузнецкий Алатау.

## Значение и использование

### Медонос

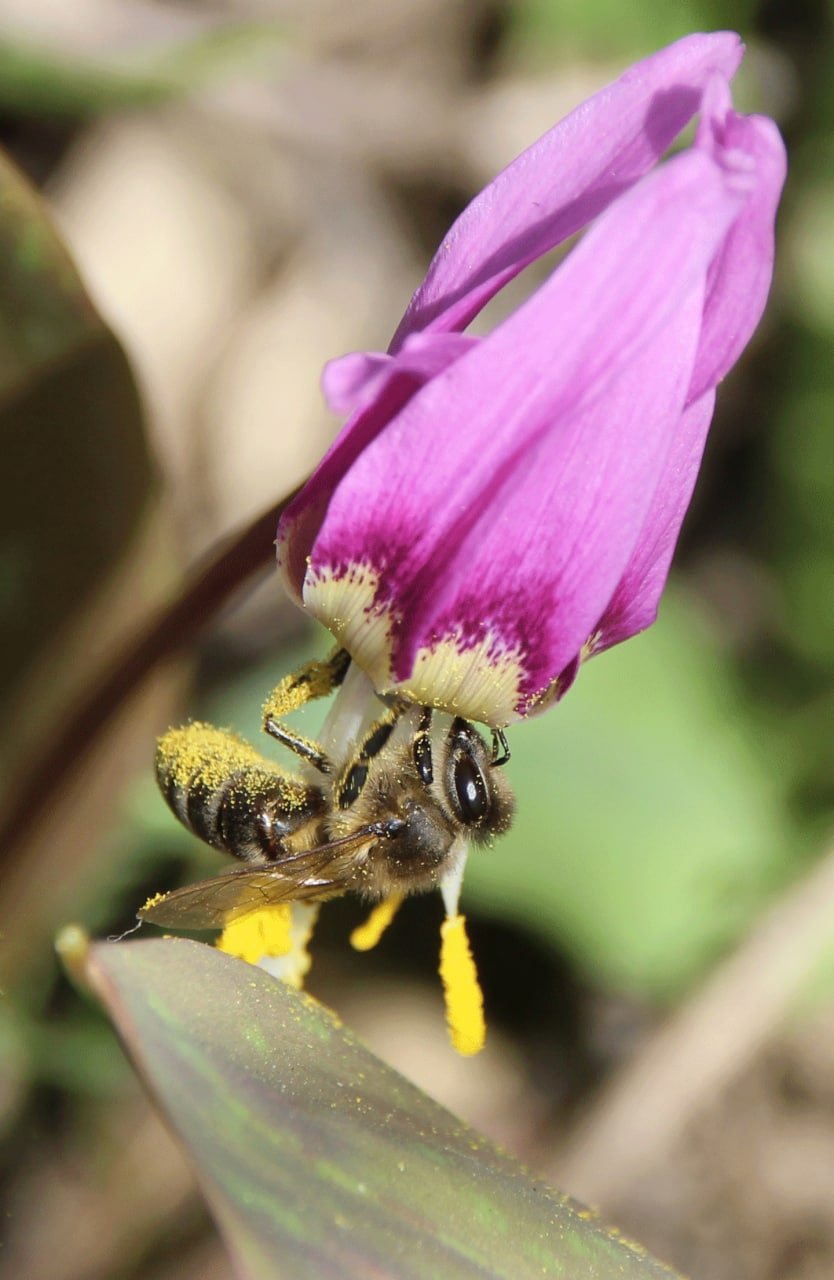
Пчела собирает пыльцу

Ранневесенний медонос дающий самый ранний обильный взяток нектара и пыльцы, за которыми пчёлы летят с большой охотой. Пыльца светло-жёлтая, продолговато-овальная, крупная. Нектарники расположены у основания лепестков. Нектар выделяется даже в не благоприятную для цветения погоду ( заморозки по ночам, ветер, облачность). Во время массового цветения контрольный улей в течение 5 дней показывал от 270 до 630 г привеса. Интенсивная посещаемость пчёлами от 12 до 14 часов. Продолжительность цветения массива 26 дней. Совместные посевы кандыка с фацелией или другими медоносами обеспечивают пчёл с ранней весны обильным взятком, что положительно сказывается на яйценоскости маток.

### Прочее
Ценное декоративное растение, один из наиболее ярких и декоративных видов рода. Введён в культуру. Особую ценность представляет раннее цветение кандыка, сразу после таяния снега, когда других цветущих видов немного. Очень холодостоек. Выведено немало сортов кандыка сибирского, различающихся между собой периодом цветения, декоративными особенностями.
Луковицы съедобны, раньше массово заготавливались местным населением некоторых регионов Южной Сибири. В луковицах на сухой вес содержится около 51 % крахмала, 9,5 % глюкозы, 12 % слизей и декстринов и 5 % белка. Луковицы едят сырыми, варёными и маринованными, из них приготовляют напиток, заменяющий пиво.
Луковицы поедаются также дикими кабанами.

## В искусстве

### В изобразительном искусстве и фотографии
Кандык сибирский, являясь одним из ярких представителей рода, имея сравнительно широкую известность довольно часто становится главным объектом для фотографов и художников. Ботанические изображения кандыка сибирского представлены в Красных книгах РФ, Новосибирской области, Хакасии. Рисунки и фотографии кандыка также часто сопровождают популярные, художественные и эколого-просветительские издания, сайты заповедников . Художники также всё чаще обращают внимание на это яркое растение. Весьма выразительны картины кандыка сибирского, выполненные сотрудницей Алтайского заповедника Ириной Филус.

### В геральдике
Кандык сибирский присутствует на гербе Искитимского района Новосибирской области.